# Estavayer
Estavayer är en kommun i distriktet Broye i kantonen Fribourg, Schweiz. Kommunen skapades den 1 januari 2017 genom sammanslagningen av de tidigare kommunerna Bussy, Estavayer-le-Lac, Morens, Murist, Rueyres-les-Prés, Vernay och Vuissens. Estavayer ligger vid Neuchâtelsjön och hade 10 296 invånare (2023). Kommunens huvudort är Estavayer-le-Lac.
Vernay bestod i sin tur av de tidigare kommunerna Autavaux, Forel och Montbrelloz som slogs ihop den 1 januari 2006. I Estavayer-le-Lac låg även den tidigare kommunen Font som hade inkorporerats in i Estavayer-le-Lac den 1 januari 2012.